# 栗背翡翠
栗背翡翠（學名：Halcyon badia）為鳥類翡翠科中的一個物種。現蹤於安哥拉、喀麥隆、中非共和國、剛果共和國、剛果民主共和國、象牙海岸、赤道幾內亞、加彭、迦納、幾內亞、賴比瑞亞、奈及利亞、獅子山共和國、南蘇丹以及烏干達。
其种加词“badia”意为“栗色的”。

## 描述
栗背翡翠的背羽為巧克力色，白色腹羽和紅色鳥喙。